# HD 148284
HD 148284 — двойная звезда в созвездии Геркулеса на расстоянии приблизительно 398 световых лет (около 94 парсек) от Солнца. Видимая звёздная величина звезды — +9,104m. Возраст звезды определён как около 8,7 млрд лет.

## Характеристики
Первый компонент (HD 148284A) — оранжевый карлик спектрального класса K0. Масса — около 1,279 солнечной, радиус — около 1,971 солнечного, светимость — около 3,274 солнечной. Эффективная температура — около 5590 K.
Второй компонент (HD 148284B) — коричневый карлик. Масса — не менее 34,5 юпитерианского, радиус — около 1,067 юпитерианского. Орбитальный период — около 339,302 суток. Удалён в среднем на 0,974 а.е..

## Планетная система
В 2019 году учёными, анализирующими данные проектов HIPPARCOS и Gaia, у звезды обнаружена планета HD 148284 d.